# Kuznyechik
Kuznyechik (russisch Кузнечик, wortwörtlich: „Grashüpfer“) ist eine symmetrische Blockchiffre. Sie hat eine Blockgröße von 128-Bit und eine Schlüssellänge von 256-Bit. Die Chiffre ist im nationalen Standard von Russland GOST R 34.12-2015 und auch in RFC 7801 definiert.
Der Name der Chiffre kommt aus dem Russischen vom Grashüpfer, wobei der Standard explizit erwähnt, dass der englische Name Kuznyechik ist. Die Entwickler sagten, dass sie dem Trend für schwer auszusprechende Namen für solche Algorithmen wie Rijndael und Keccak folgen wollen.
Der Standard GOST R 34.12-2015 definiert die neue Chiffre als Zusatz zur alten GOST-Blockchiffre.
Kuznyechik basiert auf dem Substitutions-Permutations-Netzwerk, wobei die Key-Schedule das Feistelnetzwerk verwendet.

## Designation
{\displaystyle \mathbb {F} } — Endlicher Körper {\displaystyle GF(2^{8})} {\displaystyle x^{8}+x^{7}+x^{6}+x+1}.
{\displaystyle Bin_{8}:\mathbb {Z} _{p}\rightarrow V_{8}} —  {\displaystyle \mathbb {Z} _{p}} ({\displaystyle p=2^{8}})
{\displaystyle {Bin_{8}}^{-1}:V_{8}\rightarrow \mathbb {Z} _{p}} —  {\displaystyle Bin_{8}}.
{\displaystyle \delta :V_{8}\rightarrow \mathbb {F} } —  {\displaystyle \mathbb {F} }.
{\displaystyle \delta ^{-1}:\mathbb {F} \rightarrow V_{8}} —  {\displaystyle \delta }

## Beschreibung
Verschlüsselung, Entschlüsselung und Generierung des Schlüssels wurden wie folgt definiert:
Sei {\displaystyle Add_{2}[k](a)=k\oplus a} mit {\displaystyle k}, {\displaystyle a} binären Strings der Form {\displaystyle a=a_{15}||} {\displaystyle ||a_{0}} (), wobei {\displaystyle ||} die Stringkonkatenation darstellt.
{\displaystyle N(a)=S(a_{15})||}…{\displaystyle ||S(a_{0}).~~N^{-1}(a)} ist eine gekehrte Transformation von {\displaystyle N(a)}.
{\displaystyle G(a)=\delta (a_{15},}…{\displaystyle ,a_{0})||a_{15}||}…{\displaystyle ||a_{1}.}
{\displaystyle G^{-1}(a)} — gekehrte Transformation von {\displaystyle G(a)} , {\displaystyle G^{-1}(a)=a_{14}||a_{13}||}…{\displaystyle ||a_{0}||\delta (a_{14},a_{13},}…{\displaystyle ,a_{0},a_{15}).}
{\displaystyle H(a)=G^{16}(a)}, wo {\displaystyle G^{16}} — Komposition der Transformationen von {\displaystyle G^{15}} und {\displaystyle G} etc.
{\displaystyle F[k](a_{1},a_{0})=(HNAdd_{2}[k](a_{1})\oplus a_{0},a_{1}).}

### Die nichtlineare Transformation
Die nichtlineare Transformation ist gegeben, indem folgendes substituiert wird:
S = Bin8 S' Bin8−1.
Werte der Substitution S' sind gegeben als Array S' = (S'(0), S'(1), …, S'(255)):
{\displaystyle S'=(252,238,221,17,207,110,49,22,251,196,250,218,35,197,4,77,233,} {\displaystyle 119,240,219,147,46,153,186,23,54,241,187,20,205,95,193,249,24,101,} {\displaystyle 90,226,92,239,33,129,28,60,66,139,1,142,79,5,132,2,174,227,106,143,} {\displaystyle 160,6,11,237,152,127,212,211,31,235,52,44,81,234,200,72,171,242,42,} {\displaystyle 104,162,253,58,206,204,181,112,14,86,8,12,118,18,191,114,19,71,156,}{\displaystyle 183,93,135,21,161,150,41,16,123,154,199,243,145,120,111,157,158,178,} {\displaystyle 177,50,117,25,61,255,53,138,126,109,84,198,128,195,189,13,87,223,} {\displaystyle 245,36,169,62,168,67,201,215,121,214,246,124,34,185,3,224,15,236,} {\displaystyle 222,122,148,176,188,220,232,40,80,78,51,10,74,167,151,96,115,30,0,} {\displaystyle 98,68,26,184,56,130,100,159,38,65,173,69,70,146,39,94,85,47,140,163,} {\displaystyle 165,125,105,213,149,59,7,88,179,64,134,172,29,247,48,55,107,228,136,} {\displaystyle 217,231,137,225,27,131,73,76,63,248,254,141,83,170,144,202,216,133,} {\displaystyle 97,32,113,103,164,45,43,9,91,203,155,37,208,190,229,108,82,89,166,} {\displaystyle 116,210,230,244,180,192,209,102,175,194,57,75,99,182).}

### Linear transformation
{\displaystyle \gamma }: {\displaystyle \gamma (a_{15},}…{\displaystyle ,a_{0})=\delta ^{-1}~(148*\delta (a_{15})+32*\delta (a_{14})+133*\delta (a_{13})+16*\delta (a_{12})+} {\displaystyle 194*\delta (a_{11})+192*\delta (a_{10})+1*\delta (a_{9})+251*\delta (a_{8})+1*\delta (a_{7})+192*\delta (a_{6})+} {\displaystyle 194*\delta (a_{5})+16*\delta (a_{4})+133*\delta (a_{3})+32*\delta (a_{2})+148*\delta (a_{1})+1*\delta (a_{0})),}
Operationen von Additionen und Multiplikationen werden im Feld {\displaystyle \mathbb {F} } ausgeführt.

### Schlüsselgenerierung
Der Schlüsselgenerierungs-Algorithmus verwendet die iterative Konstante t {\displaystyle C_{i}=H(Bin_{128}(i))}, i=1,2,…32 und setzt die geteilten Schlüssel als: {\displaystyle K=k_{255}||}…{\displaystyle ||k_{0}}.
Iterierte Schlüssel
{\displaystyle K_{1}=k_{255}||}…{\displaystyle ||k_{128}}
{\displaystyle K_{2}=k_{127}||}…{\displaystyle ||k_{0}}
{\displaystyle (K_{2i+1},K_{2i+2})=F[C_{8(i-1)+8}]}…{\displaystyle F[C_{8(i-1)+1}](K_{2i+1},K_{2i}),i=1,2,3,4.}

### Verschlüsselungsalgorithmus
{\displaystyle E(a)=Add_{2}[K_{10}]HNAdd_{2}[K_{9}]}…{\displaystyle HNAdd_{2}[K_{2}]HNAdd_{2}[K_{1}](a),} wo a — 128-bit String.

### Entschlüsselungsalgorithmus
{\displaystyle D(a)=Add_{2}[K_{1}]H^{-1}N^{-1}Add_{2}[K_{2}]}…{\displaystyle H^{-1}N^{-1}Add_{2}[K_{9}]H^{-1}N^{-1}Add_{2}[K_{10}](a).}

## Adaption
Die Verschlüsselungssoftware VeraCrypt unterstützt Kuznyechik als einen der möglichen Verschlüsselungsalgorithmen.